# Trọng Tương vấn Hán
Trọng Tương vấn Hán (仲襄問漢) là một tác phẩm văn học nói theo thuyết tiền căn báo hậu kiếp hay luân hồi quả báo kể từ thời Hán Sở tranh hùng cho đến cuối đời nhà Hán – Tam Quốc, Trung Quốc chia thành ba nước.

## Bản dịch
Đến nay không thấy sách nào nói đến tác giả "Trọng Tương Vấn Hán" là ai. Tác phẩm này bao hàm nội dung của truyện Náo âm ti Tư Mã Mạo đoạn ngục trong tác phẩm Dụ thế minh ngôn của Phùng Mộng Long.
Tác giả có một trí tưởng tượng rất phong phú, lại khéo tài liên kết, xếp đặt từ lúc Lưu Bang dựng ra nhà Tây Hán cho đến thời Tam Quốc, thành một câu chuyện luân hồi quả báo, có nhiều tình tiết hữu lý, rất hợp với tín ngưỡng dân gian là thưởng thiện phạt ác, làm người đọc say mê thích thú, tưởng đây là câu chuyện huyền bí có thật.
Truyện "Trọng Tương Vấn Hán" nguyên tác chữ Hán, có dịch ra Việt ngữ theo thể thơ lục bát, được Võ Tế Mỹ, Đặng Ngọc Có và Nguyễn Quới Trai dịch và giữ bản quyền, xuất bản lần thứ nhất tại Sài Gòn, năm 1906.
Tác phẩm "Trọng Tương Vấn Hán" chuyển thể tiếng Việt gồm 920 câu thơ lục bát.

## Nội dung tóm tắt
Đời vua Hán Linh Đế, tại quận Thục, Ích châu, có ông Tư Mã Mạo (司馬貌), tự Trọng Tương (重湘), rất thông minh tài giỏi, 8 tuổi đã nổi tiếng thần đồng, nhà nghèo nhưng lại rất hiếu thảo với cha mẹ, có đi lên kinh đô dự khoa thi nhưng bị đánh rớt, khi trở lại quê nhà thì chẳng may cha mẹ đã mất. Trọng Tương lấy làm thương xót lắm, mới cất một cái lều ở kế bên mộ phần của cha mẹ, để ở cư tang thủ hiếu cho đặng 6 năm. Lòng buồn nhớ thương cha mẹ, lại ưu uất vì nỗi học tài thi phận, nên thường than thân trách phận. Trọng Tương thấy phần nhiều trong triều đình là nịnh thần, toan mưu hại kẻ trung lương, khiến dân chịu nhiều oan ức. Trọng Tương lấy làm cảm động, nên làm ra một bài thơ để giải buồn, có ý trách Trời Đất không công bình.
Không ngờ những lời than trách ấy có Du Thần nghe được, báo cáo lên Thượng Thiên. Ngọc Hoàng Thượng đế hạ sắc chỉ cho Diêm Vương. Diêm Vương lĩnh lệnh, sai quỷ sứ bắt hồn Trọng Tương xuống âm phủ, phán rằng:
Như nhà ngươi thông minh biết sự công đoán thì phải xuống Diêm La mà phân xử những án, nội trong 6 giờ cho xong thì Ngọc Hoàng mới xá tội cho ngươi.
Khi đó, Tư Mã Trọng Tương ngồi làm chính tòa thay thế Diêm Vương phân xử các án, trong 6 giờ thì xong hết.
Nội dung xử án của Trọng Tương chính là xét án các nhân vật lịch sử Tây Hán – Đông Hán.

## Diễn giải về việc xử án
Trọng Tương thụ án các nhân vật thời Tây Hán và xét xử như sau:
Hàn Tín, có công lớn gồm thâu nước Sở đem về cho Hán Cao Tổ, thế mà không hưởng được lợi lộc gì, lại bị tru di tam tộc, nên qua đời Tam Quốc, tác giả cho đầu kiếp làm Tào Tháo, uy quyền cái thế nhưng không xưng đế để chứng tỏ Hàn Tín không có tâm mưu phản nhà Hán. 
Lưu Bang đầu kiếp làm Hán Hiến Đế, Lã Hậu đầu kiếp làm Phục Hậu: xưa Hán Cao Tổ hiếp bức thế nào thì giờ đây Tào Tháo hiếp bức thế ấy, và trước Lã Hậu giết Hàn Tín, nay Tào Tháo bắt Phục Hậu thắt cổ mà giết lại.
Khoái Triệt, mưu sĩ của Hàn Tín, biết Hán Lưu Bang là người ăn ở không có hậu, nên bày kế cho Hàn Tín giữ vững nước Tề, tách khỏi Lưu Bang, hòa với Hạng Vũ, giữ thế chia ba thiên hạ. Hàn Tín không nghe lời ông vì không nỡ phản bội Lưu Bang. Sau, Khoái Triệt tái kiếp làm Khổng Minh Gia Cát Lượng, thực thi kế chia ba thiên hạ theo hình chân vạc và cầm binh đánh cho Tào Tháo chạy dài cho biết tài biết trí của quân sư.
Hứa Phục là thuật sĩ đoán mệnh, đoán Hàn Tín thọ 72 tuổi, nhưng ông ta chỉ sống đến 32 tuổi. Hứa Phục đầu kiếp làm Bàng Thống, giúp Lưu Bị lấy Tây Xuyên, 32 tuổi chết ở gò Lạc Phượng, cùng tuổi như Hàn Tín năm xưa.
Tiêu Hà ba lần tiến cử Hàn Tín, sau này lại hèn nhát, không dám can gián Lã Hậu, tòng mưu giết Hàn Tín. Nên qua đời Tam Quốc, Tiêu Hà đầu kiếp làm Dương Tu, được làm chủ bạ của Tào Tháo hưởng đại lộc, sau vì một tô canh gà làm lanh nói toạc, bị Tào Tháo bắt tội tiết lộ cơ mưu, sai chém đầu răn loài lẻo mép, mà cũng là người bạn xấu hèn nhát của kiếp trước.
Bành Việt và Anh Bố là hai tướng tài có công lớn mà chết oan nên cho đầu thai trở lại: Bành Việt làm Lưu Bị, Anh Bố là Tôn Quyền, để sau này cùng với Tào Tháo chia ba thiên hạ, hưởng lộc cả quyền cao.
Đinh Công là tướng nước Sở, vẫn có tiền ân với Lưu Bang nên phản chủ theo Lưu Bang, sau bị Lưu Bang giết, cho đầu thai làm Chu Du để phò Tôn Quyền, bị Khổng Minh chọc tức, trào máu chết lúc 36 tuổi. Bởi kiếp trước Đinh Công bất trung với Hạng Vũ, nên kiếp sau cũng không thể làm tròn bổn phận với chủ của mình là Tôn Quyền.
Hạng Vũ, tính tình cương trực, khí tiết anh hùng, lòng không tà vạy, nên cho đầu thai làm Quan Vũ, trấn nhậm Kinh Châu, khi chết hưởng được hương khói ngàn thu.
Phàn Khoái trung hậu, vũ dũng, ăn thịt tươi uống rượu nguyên bồ, cho đầu thai làm Trương Phi, cũng rượu, cũng mạnh mẽ, cũng nóng tính như lửa không thua gì kiếp trước. Phàn Khoái vì nể mặt vợ mà giúp Lã Hậu làm điều bạo ngược, còn Hạng Vũ giết hại Tần vương Tử Anh, hỏa thiêu Hàm Dương. Do lỗi lầm ấy nên hai người đều phải chết thảm.
Sáu tướng của Hạng Vũ, phản lại Hạng Vũ theo Lưu Bang, cho đầu kiếp làm sáu tướng trấn giữ năm cửa ải của Tào Tháo, bị Quan Vũ phò hai chị dâu vượt 5 ải chém 6 tướng, để răn loại người phản chúa.
Thích Cơ và con trai là Lưu Ẩn, trước bị Lã Hậu ghen giết chết, nay đầu thai làm Cam Phu nhân và thái tử A Đẩu (Lưu Thiện), hưởng nghiệp nhà Thục Hán.
Kỷ Tín có công thế mạng Lưu Bang, trung nghĩa hơn người, cho đầu thai làm Triệu Vân, một tướng kỳ tài, phò Lưu Bị.
Hạng Bá là chú của Hạng Vũ, nỡ phụ cháu mà theo Lưu Bang, và Ung Xỉ là tôi của Hạng Vũ mà phản Hạng theo Lưu, nên đầu thai: Hạng Bá làm Văn Xú, Ung Xỉ làm Nhan Lương (2 tướng của Viên Thiệu), bị thanh long đao của Quan Vũ (Hạng Vũ) giết chết.
Còn những nhân vật quan trọng khác mà không thấy Trọng Tương xử án như: Đổng Trác, Lã Bố, Vương Doãn, Điêu Thuyền,...
Tóm tắt án do Trọng Tương xử như sau
1. Tiền căn: Hàn Tín	─	Hậu kiếp:	Tào Tháo.
2. Tiền căn: Tiêu Hà	─	Hậu kiếp:	Dương Tu.
3. Tiền căn: Lưu Bang	─	Hậu kiếp:	Hán Hiến Đế.
4. Tiền căn: Anh Bố	─	Hậu kiếp:	Tôn Quyền.
5. Tiền căn: Lã Hậu	─	Hậu kiếp:	Phục hậu.
6. Tiền căn: Bành Việt─	Hậu kiếp:	Lưu Bị.
7. Tiền căn: Khoái Triệt─	Hậu kiếp:	Gia Cát Lượng.
8. Tiền căn: Hứa Phục 	─	Hậu kiếp:	Bàng Thống.
9. Tiền căn: Phàn Khoái─	Hậu kiếp:	Trương Phi
10. Tiền căn: Hạng Vũ	─	Hậu kiếp:	Quan Vũ.
11. Tiền căn: Kỷ Tín	─	Hậu kiếp:	Triệu Vân.
12. Tiền căn: Thích Cơ	─	Hậu kiếp:	Cam phu nhân.
13. Tiền căn: Lưu Ẩn	─	Hậu kiếp:	Lưu Thiện.
14. Tiền căn: Đinh Công─	Hậu kiếp:	Chu Du.
15. Tiền căn: Hạng Bá	─	Hậu kiếp:	Văn Xú.
16. Tiền căn: Ung Xỉ	─	Hậu kiếp:	Nhan Lương.
17. Tiền căn: Dương Quán─	Hậu kiếp:	Biện Hỉ.
18. Tiền căn: Vương Ế	─	Hậu kiếp:	Vương Trực.
19. Tiền căn: Hạ Quản	─	Hậu kiếp:	Khổng Tú.
20. Tiền căn: Lã Đằng	─	Hậu kiếp:	Hàn Phúc.
21. Tiền căn: Lã Mã Đồng─	Hậu kiếp:	Tần Kỳ.
22. Tiền căn: Trọng Tương─	Hậu kiếp:	Tư Mã Ý.

## Kết cục
Thượng đế thấy Trọng Tương xử án phân minh, bèn phán cho đầu thai vào nhà họ Tư Mã, đặt tên là Tư Mã Ý, hiệu là Trọng Đạt, để ngày sau con cháu của nhà Tư Mã chấm dứt cục diện Tam Quốc, thống nhất Trung Quốc, mở ra nhà Tây Tấn.

## Ý nghĩa
Tác giả truyện "Trọng Tương Vấn Hán" đã khéo xếp đặt di chuyển từ Tây Hán đến Tam Quốc thành một đại cuộc luân hồi quả báo.
Truyện Trọng Tương vấn Hán, tuy do trí tưởng tượng đặt ra nhưng có phần giống như thật, với mục đích chỉ rõ sự luân hồi quả báo từ kiếp này sang kiếp khác, có tính cách khuyến thiện phạt ác, không ai tránh khỏi luật Nhân Quả, rất hợp với tín ngưỡng của dân gian nên được truyền tụng.